# Кутовой, Андрей Фёдорович
Андре́й Фёдорович Кутово́й (1914—1994) — красноармеец Рабоче-крестьянской Красной Армии, участник Великой Отечественной войны, Герой Советского Союза (1945).

## Биография
Андрей Кутовой родился 20 октября 1914 года в селе Фисенково (ныне — Кантемировский район Воронежской области). После окончания неполной средней школы работал трактористом в колхозе. В 1939—1940 годах проходил службу в Рабоче-крестьянской Красной Армии. Участвовал в польском походе. В 1941 году Кутовой повторно был призван в армию. С июля того же года — на фронтах Великой Отечественной войны.
К январю 1945 года красноармеец Андрей Кутовой был разведчиком стрелкового батальона 385-го стрелкового полка 112-й стрелковой дивизии 13-й армии 1-го Украинского фронта. Неоднократно отличался в боях, проводя разведки, много раз добывал важные данные. Кутовой одним из первых переправился через Одер в районе деревни Тарксдорф в 6 километрах к югу от Сцинавы. 26-27 января 1945 года Кутовой лично взял в плен 2 немецких офицера.
Указом Президиума Верховного Совета СССР от 10 апреля 1945 года за «образцовое выполнение боевых заданий командования на фронте борьбы с немецкими захватчиками и проявленные при этом мужество и героизм» красноармеец Андрей Кутовой был удостоен высокого звания Героя Советского Союза с вручением ордена Ленина и медали «Золотая Звезда» за номером 9091.
После окончания войны Кутовой был демобилизован. Вернулся на родину. Окончил среднюю школу и областную сельскохозяйственную школу, после чего работал агрономом, председателем сельсовета. Позднее переехал в Воронеж.
Умер 18 июля 1994 года, похоронен на Коминтерновском кладбище Воронежа.

## Награды и звания
- Герой Советского Союза (№ 9091, 10 апреля 1945[2]);
- орден Ленина (10 апреля 1945);
- орден Славы III степени (20 апреля 1945[3];
- орден Отечественной войны I степени (06 апреля 1985[4]);
- медаль «За отвагу» (27 апреля 1944)[5].

## Память

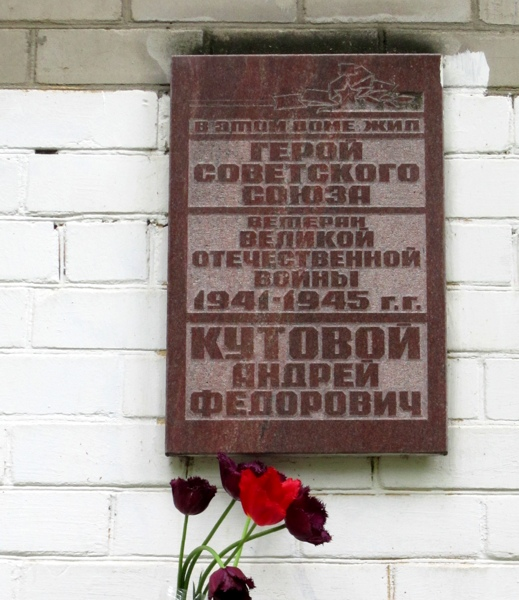
Мемориальная доска в Воронеже на торце дома 138 по Ленинскому проспекту

В Воронеже 14 апреля 2004 года на фасаде дома № 26а по улице Перевёрткина, в котором жил Герой, установлена мемориальная доска.